# W3C Markup Validation Service
W3C Markup Validation Service je validator po W3C (World Wide Web Consortium) standardu, koji omogućava Internet korisnicima da provere da li su njihova HTML i XHTML dokumenta dobro formirana. Validacija je važan korak pri obezbeđivanju tehničkog kvaliteta web stranica. 
Iako je W3C validacija važna zbog kompatibilnosti pregledača i upotrebljivosti stranice, nije potvdrđeno kakav uticaj ima na optimizaciju pretraživanja.

## Istorija
Markup Validation Service je nastao kao projekat Gerald Oskoboiny, nazvan The Kinder, Gentler HTML Validator. Unapređen je u intuitivniju verziju prvog online HTML validatora, napisan od strane Dan Connolly-a i Mark Gaither-a, koji je objavljen 13. jula 1994. godine. U Septembru 1997. godine, Oskoboiny je počeo da radi za W3C, i 18. decembra 1997. godine W3C je objavio W3C HTML Validator  zasnovan na njegovim delima. W3C takođe nudi i druge alate za validaciju pored HTML/XHTML dokumenata, kao što su: CSS, XML Schema i MathML.

## Prilagodljivost pretraživača
Mnogi veliki internet pretraživači često tolerišu određene vrste grešaka i prikazuju dokumenta uspešno iako nisu sintaksno ispravna. Takođe druga XML dokumenta mogu biti proverena u odnosu na interni ili eksterni Document Type Definition.

## Kritika validatora
Svi validatori nemaju sposobnost da vide "veliku sliku" na web stranici. Međutim uspevaju da pokupe zaboravljene zatvarajuće etikete i druge tehničke greške. To ne znači da će se stranica uvek prikazati onako kako je autor zamislio, u svim pregledačima.
Validatori bazirani na DTD-u su takođe ograničeni što se tiče provere vrednosti atributa u mnogim specifikacijama dokumenata.
Ne primer, korišćenje HTML 4.01 DOCTYPE, bgcolor="fffff" je prihvatljivo kao validna vrednost atributa "body" elementa, iako unutar vrednosti "fffff" fali pocetni '#' karakter i sadrži samo 5 (umesto 6) heksadecimalne cifre. Takođe, za "img" element,atribut width="really wide" je takođe prihvatljiv kao validan. DTD validatori nisu tehnički u mogućnosti da testiraju sve ove greške koje se tiču vrednosti atributa.
Osim toga, čak i ako je validirana, svaka web stranica bi trebalo da bude testirana u različitim pregledačima, kako bi smo se osigurali da stranica funkcioniše ispravno.

## CSS validator
Dok W3C i drugi HTML i XHTML validatori procenjuju ispravnost stranice kodirane u tim formatima, poseban validator W3C CSS Validator je potreban da potvrdi da ne postoje greške vezane za stil dokumenta Cascading Style Sheet. CSS validatori rade na sličan način kao i HTML/XHTML validatori, s tim što se stil proverava u odnosu na postojeći CSS standard vezan za stil dokumenata.

## Spoljašnje veze
- The W3C Markup Validation Service
- The W3C CSS Validation Service